# Футлуз
Футлуз је амерички музички драмски филм из 1984. године у режији Херберта Роса. Прича о Рену Мекормаку (Кевин Бејкон), тинејџеру из Чикага који се сели у мали град, где покушава да поништи забрану плеса уведену напорима локалног свештеника (Џон Литгоу).
Филм је добио различите критике критичара, али је постао хит на благајнама, зарадивши 80 милиона долара у Северној Америци, поставши седми филм са највећом зарадом 1984. године. Филм је познат по својој музици, а песме су биле номиноване су за Оскара за најбољу оригиналну песму.

## Радња
Родом из Чикага Рен Макормак и његова мајка Етел се селе у мали град Бомонт да живе са Реновом тетком и ујаком. Док иде у цркву, Рен упознаје велечасног Шо Мура, његову жену Ви и ћерку Аријел. Аријел безобзирно угрожава свој живот бунећи се против Шоове строге религиозне природе, што веома нервира своје пријатеље и дечка Чака Кренстона.
У школи, Рен се спријатељи са Вилардом Хјуитом и сазнаје да је градско веће забранило плес и рок музику унутар граница града. Убрзо почиње да се заљубљује у Аријел. Након што су он и Чак вређали један другог, Рен је позван на игру пилетине која укључује тракторе, коју добија када му се пертла заглави, спречавајући га да скочи. Не верујући Рену, Шо забрањује Аријел да га виђа након што она покаже интересовање за њега.
Желећи да покаже пријатељима радост и слободу плеса, Рен вози Аријел, Виларда и њену најбољу пријатељицу Расти у сеоски бар 160 миља удаљен од Бомонта. Једном тамо, Вилард не може да плеше и улази у љубоморну борбу са човеком који плеше са Растијем. На путу до куће, банда прелази преко моста где Аријел описује како је њен старији брат погинуо у саобраћајној несрећи док је возио под дејством алкохола после ноћи плеса. Несрећа је уништила Шоа, што га је навело да убеди градско веће да донесе строге законе против алкохола, дрога и плеса. Аријел почиње да пркоси Шоовом ауторитету код куће. Рен одлучује да оспори уредбу против плеса како би средња школа могла да одржи матурско вече.
Вилард је посрамљен због своје неспособности да плеше са Растијем, што је навело Рена да му даје приватне часове после школских часова. Чак се суочава са Аријел о њеним осећањима према Рену иза трибина. Испровоцирана његовим увредама, Аријел задаје први ударац, на шта му Чак узвраћа бекхенд шамар, обарајући је на земљу. Схватајући шта је урадио, Чак почиње да се извлачи из ситуације и враћа се у свој камион; међутим, Аријел додатно ескалира ситуацију узимајући мотку и почиње да разбија светла Чаковог пикапа. Он је хвата како би спречио даље оштећење, али она наставља да се бори – то је окончано само тако што је Чак коначно узјахао на њу после туче једним последњим ударцем, онеспособивши је и дозволивши му да се одвезе, говорећи јој да је „ионако завршио са њом „. Рен помаже Аријел да се очисти пре одласка кући, учвршћујући њихову везу. Касније те ноћи, кроз прозор Ренове куће бачена је цигла са натписом "Гори у паклу", због чега је његов ујак критиковао његово отворено понашање. Етел открива да, иако су је Ренови поступци коштали посла, он треба да се заложи за оно што сматра да је исправно.
Уз Аријелину помоћ, Рен излази пред градско веће и чита неколико библијских стихова како би навео библијски значај плеса као начина да се радује, вежба и слави. Иако је Шо дирнут, веће гласа против Реновог предлога, али Ви, који подржава покрет, објашњава Шоу да он не може бити свачији отац и да тешко да је то Аријел.
Упркос даљим разговорима са Реном о губицима његове породице и Аријелином отварању о сопственој прошлости, откривајући да је имала сексуалне односе, Шо не може да се натера да промени свој став. Следећег дана, Шо види чланове своје скупштине како пале књиге из библиотеке за које тврде да угрожавају омладину града. Схвативши да је ситуација постала неконтролисана, Шо зауставља спаљиваче књига, прекори их и шаље кући.
Следеће недеље, Шо тражи од своје конгрегације да се помоли за средњошколце који одржавају матурско вече, постављену у млину за жито одмах изван граница града. На матурској вечери, Шо и Ви слушају изван млина, плешу први пут после много година. Чак и његови пријатељи долазе и нападају Виларда; Рен стиже на време да изједначи шансе и нокаутира Чака. Рен, Аријел, Вилард и Расти се поново придружују забави и весело плешу целу ноћ.

## Улоге
| Глумац             | Улога           |
| ------------------ | --------------- |
| Кевин Бејкон       | Рен Мекормак    |
| Лори Сингер        | Аријел Мур      |
| Дајана Вист        | Ви Мур          |
| Џон Литгоу         | влч. Шо Мур     |
| Крис Пен           | Вилард Хјуит    |
| Сара Џесика Паркер | Расти           |
| Џон Лафлин         | Вуди            |
| Елизабет Горси     | Венди Џо        |
| Френсис Ли Мекејн  | Етел Мекормак   |
| Тимоти Скот        | Енди Бимис      |
| Андреа Хејс        | покровитељ бара |
| Артур Розенберг    | Вес Ворникер    |
| Алан Хауфрект      | Роџер Данбар    |

## Продукција
Дин Пичфорд, добитник Оскара, текстописац за насловну песму за филм Слава из 1980. године, дошао је на идеју за Футлуз 1979. и удружио се са Мелниковим IndiProd-ом који је поставио продукцију на 20th Century Studios 1981. Пичфорд је написао сценарио (свој први) и већину текстова, међутим, Фокс је то преокренуо . Године 1982. Парамаунт је склопио уговор о плаћању или игрању за филм. Када су преговори са Хербертом Росом у почетку застали, Рон Хауард је позван да режира филм, али је он одбио да режира. Мајкла Чимина је унајмио Парамаунт да режира филм, његов први филм Рајске капије.
Након месец дана рада на филму, студио је отпустио Цимина, који је постављао екстравагантне захтеве за продукцију, укључујући и додатних 250.000 долара за свој рад, и на крају је ангажовао Роса.

### Кастинг
Том Круз и Роб Лоу су требали да играју главну улогу. Кастинг директори су били импресионирани Крузом због чувене плесне секвенце у доњем вешу, али он је био недоступан. Лоу је био на аудицији три пута и имао је плесне способности и изглед „неутралног тинејџера“ који је режисер желео, али га је повреда спречила да преузме улогу. Кристофер Аткинс тврди да је добио улогу Рена, али је изгубио улогу. Бекону је понуђена главна улога у филму Стивена Кинга Кристина у исто време када је замољен да уради екрански тест за Футлуз. Одабрао је да се коцка на тесту на екрану. Након што је одгледао његов ранији филм Ресторан, режисер је убедио продуценте да иду са Бејконом.
У филму такође глуми Лори Сингер као независна ћерка велечасног Мура Аријел, за коју су се пријавили и Мадона и Хевиленд Морис. Дерил Хана је одбила понуду да игра Аријел. Елизабет Мекговерн је одбила улогу Деборе Гели у филму Било једном у Америци. Мелани Грифит, Мишел Фајфер, Џејми Ли Кертис, Розана Аркет, Мег Тили, Џулија Луис-Драјфус, Хедер Локлир, Мег Рајан, Џенифер Џејсон Ли, Џоди Фостер, Фиби Кејтс, Тејтум О’Нил, Бриџет Фонда, Дајана Лејн и Брук Шилдс су сви разматрани за улогу Аријел. Дајана Вист се појављује као Ви, Реверендова одана, али конфликтна супруга.
Трејси Нелсон је разматрана за улогу Расти.
У филму се први пут појављује Сара Џесика Паркер као Аријелина пријатељица Расти, за коју је добила номинацију за најбољу младу споредну глумицу у филмском мјузиклу, комедији, авантури или драми на Шестој годишњој додели награда за младе у филму. То је такође била рана улога за Криса Пена као Виларда Хјуита, којег његов пријатељ Рен учи да игра.

### Снимање
Филм је сниман на различитим локацијама у округу Јута. Сцене средње школе и трактора снимљене су око Пејсона. Црквене сцене су снимане у Америцан Форку, а челичана је била Женевска челичана у Винјарду. Сцене вожње снимане су у Прову у тадашњем ресторану "Хај спот". Ресторан је затворен касних 1980-их и сада постоји продавница ауто делова која се налази на 200 Н 500 В. Коначна секвенца је снимљена у Лихају представљеним у последњој секвенци.
За своју плесну сцену у складишту, Бејкон је рекао да је имао четири каскадера: „Имао сам дублера каскадера, плесног двојника [Питера Трама]  и два гимнастичка дубла. Главно снимање је обављено од 9. маја 1983. до јануара 1984. године.

### Филмска инспирација
Футлуз је лабаво базиран на град Елмор Сит. Град је забранио плес од свог оснивања 1898. године у покушају да смањи количину тешких пића. Један од заговорника забране плеса био је велечасни из оближњег града Хенепин, ФР Џонсон. Рекао је: „Никада добро није произашло из плеса. Ако имате плес, неко ће га срушити и тражиће само две ствари — жене и пиће. Када се дечаци и девојчице држе једни за друге, они се сексуално узбуђују. Можете веровати у шта желите, али једна ствар води другој." Због забране играња, град никада није одржао матурско вече. У фебруару 1980. млађи разред средње школе у Елмор Ситију објавио је националне вести када су затражили дозволу да одрже матурско вече и то је одобрено. Захтев да се укине забрана како би се одржала матура наишао је на одлуку школског одбора 2–2 када је председник школског одбора Рејмонд Ли раскинуо кравату речима: „Пустите их да плешу“.
Године 1981, Линден, мали град у држави Вашингтон, донео је уредбу којом је забрањено плесање на догађајима и локацијама где би се служио алкохол. Овај инцидент је добио националну пажњу. А пошто се овај догађај догодио само неколико година пре него што је Футлуз изашао, мештани верују да ове две ствари нису случајност.

## Саундтрек
Саундтрек је објављен у касети, винилу и ЦД-у. Издање отвореног колута из 1984. било је међу последњим комерцијалним издањима тог формата. Такође поново објављен на ЦД-у за 15. годишњицу филма 1999. године. Реиздање је укључивало четири нове песме.
Песме су биле на врху листе Билборд 100 и добили номинације за Оскара 1985. за најбољу оригиналну песму. Насловна нумера је такође добила номинацију за Златни глобус 1985. за најбољу оригиналну песму – филм.
Композитор Мајлс Гудман је адаптирао и оркестрирао музику за филм.
Пуштање музике из звучне подлоге рекламирало је филм пре његовог објављивања. Филмски ствараоци су такође сматрали да песме изазивају снажнији емоционални одговор код људи који су им већ упознати, што је појачало искуство гледања филма. Спот за насловну нумеру је имао сцене из филма, а не снимке Логинса.

## Пријем

### Критички одговор
Филм је добио различите критике критичара. Критичар Чикаго Сан Тајмса Роџер Иберт назвао га је „озбиљно збуњеним филмом који покушава да уради три ствари, а све их чини лоше. Жели да исприча причу о сукобу у граду, жели да представи неке блиставе тинејџерске ликове, а део времена жели да буде и музички спот.“  Дејв Денби у Њујорку је поново крстио филм „Шлокданс“, написавши: „ Футлуз је можда хит, али је смеће – моћна храна за тинејџерско тржиште. . . Једина особа која је боље изашла из филма је Бејкон глатких образа, мопсог носа, који даје дрску, али допадљиву улогу Мр. Кула.“ 
Џејн Ламакрафт је поново оценила филм 2010. године, написавши „Скоро три деценије касније, Бејконов плес у прслуку у млину изгледа весело 1980-их, али остатак Росовог драма добро носи своје године, права песма и плес за генерацију пре Гли".
На Rotten Tomatoes-у, филм има оцену одобравања од 52% на основу 44 критике, са просечном оценом од 5,80/10. Консензус гласи: „Нема много плеса, али оно што је тамо је одлично. Остатак времена, Футлуз је леп комад смећа тинејџерског сира.“  На Метакритик-у, филм има просечну оцену од 42 од 100 на основу 12 критичара, што указује на „мешовите или просечне критике“.

### Благајна
Филм је зарадио 80.035.403 долара у земљи. Постао је седми филм са највећом зарадом 1984.

## Музичка адаптација
1998. премијерно је изведена музичка верзија Футлуз. Уз многе песме из филма, емисија је представљена на лондонском Вест Енду, на Бродвеју и другде. Мјузикл је генерално веран филмској верзији, са малим разликама у причи и ликовима.

## Римејк
Парамаунт је најавио планове за убрзано снимање музичког римејка Футлуз. Римејк је написао и режирао Крег Бруер. Снимање је почело у септембру 2010. Буџет је био 25 милиона долара. Објављена је 14. октобра 2011.